# Manuel Pomares Monleón
Manuel Pomares Monleón (Alicante, 1904-Ciudad de México, 28 de noviembre de 1972) fue un escritor, catedrático universitario y político español, gobernador civil durante la Segunda República Española y exiliado del franquismo en México.

## Biografía
Se licenció en Derecho en la Universidad Central de Madrid y militó inicialmente en el Partido Republicano Radical, formación con la que fue concejal en el Ayuntamiento de Alicante. También trabajó como redactor del Diario de Alicante. Poco después de la proclamación de la República en abril de 1931 fue nombrado gobernador civil de Teruel, cargo que mantuvo hasta noviembre de 1932.
Después se afilió a Izquierda Republicana y tras las elecciones generales de 1936 fue nombrado, de nuevo, gobernador civil de Teruel, y más tarde de Huesca, Huelva y Albacete. Mientras ocupaba este cargo le sorprendió el golpe de Estado que dio lugar a la Guerra Civil. Inicialmente fue detenido por los sublevados, pero inmediatamente fue rescatado por los leales a la República y repuesto a su cargo. En agosto de 1936 le relevó en el cargo José Papí Albert.
Al acabar la guerra se exilió en México. Establecido en Veracruz, fundó el grupo de teatro experimental La farándula. Obtuvo la cátedra de literatura española en la Universidad Veracruzana y se dedicó a la enseñanza. También colaboró en diversos medios de comunicación de México y escribió crítica literaria y guiones para televisión y en 1946 obtuvo el Premio Internacional de Novela por Ya no existe luz en esa estrella.